# Notophthiracarus dactyloscopicus
Notophthiracarus dactyloscopicus är en kvalsterart som beskrevs av Sandór Mahunka 1978. Notophthiracarus dactyloscopicus ingår i släktet Notophthiracarus och familjen Phthiracaridae. Inga underarter finns listade i Catalogue of Life.